# 2026 Коттрелл
2026 Коттрелл (2026 Cottrell) — астероїд головного поясу, відкритий 30 березня 1955 року.
Тіссеранів параметр щодо Юпітера — 3,488.